# Aulus Atinius Paternus
Aulus Atinius Paternus (vollständige Namensform Aulus Atinius Auli filius Palatina Paternus) war ein im 1. und 2. Jahrhundert n. Chr. lebender Angehöriger des römischen Ritterstandes (Eques).
Durch eine heute verlorene Inschrift, die in Rom gefunden wurde und die zwischen 131 und 170 datiert werden kann, ist die militärische Laufbahn (siehe Tres militiae) von Paternus bekannt. Er war zunächst Kommandeur (Praefectus) der Cohors II Bracarum Augustanorum. Danach diente er als Tribunus militum in der Legio X Fretensis, die ihr Hauptlager in Jerusalem in der Provinz Iudaea hatte. Mit der X Fretensis nahm er am Partherkrieg Trajans um 114/116 teil und erhielt vom Kaiser für seine Leistungen militärische Auszeichnungen (a divo Traiano in expeditione Parthica donis donato). Zuletzt war er Kommandeur der Ala VII Phrygum, die ebenfalls in Iudaea stationiert war.
Paternus war in der Tribus Palatina eingeschrieben. Der Grabstein wurde durch seine Tochter Atinia Faustina errichtet.